# キダチキンバイ
キダチキンバイ（Ludwigia octovalvis）は、アカバナ科チョウジタデ属の植物。湿地や湖畔などの湿った土壌に生育する。

## 分布
中国などの東アジア、インド、東南アジア、アフリカ、オーストラリア、北アメリカ、南アメリカなど世界中に広く分布する。日本では、琉球列島や、小笠原諸島などの地域に分布している。しかし、元々の分布域は不明であり、人為的な移入などの人間活動にともなって世界中に広まったものと考えられている。

## 特徴

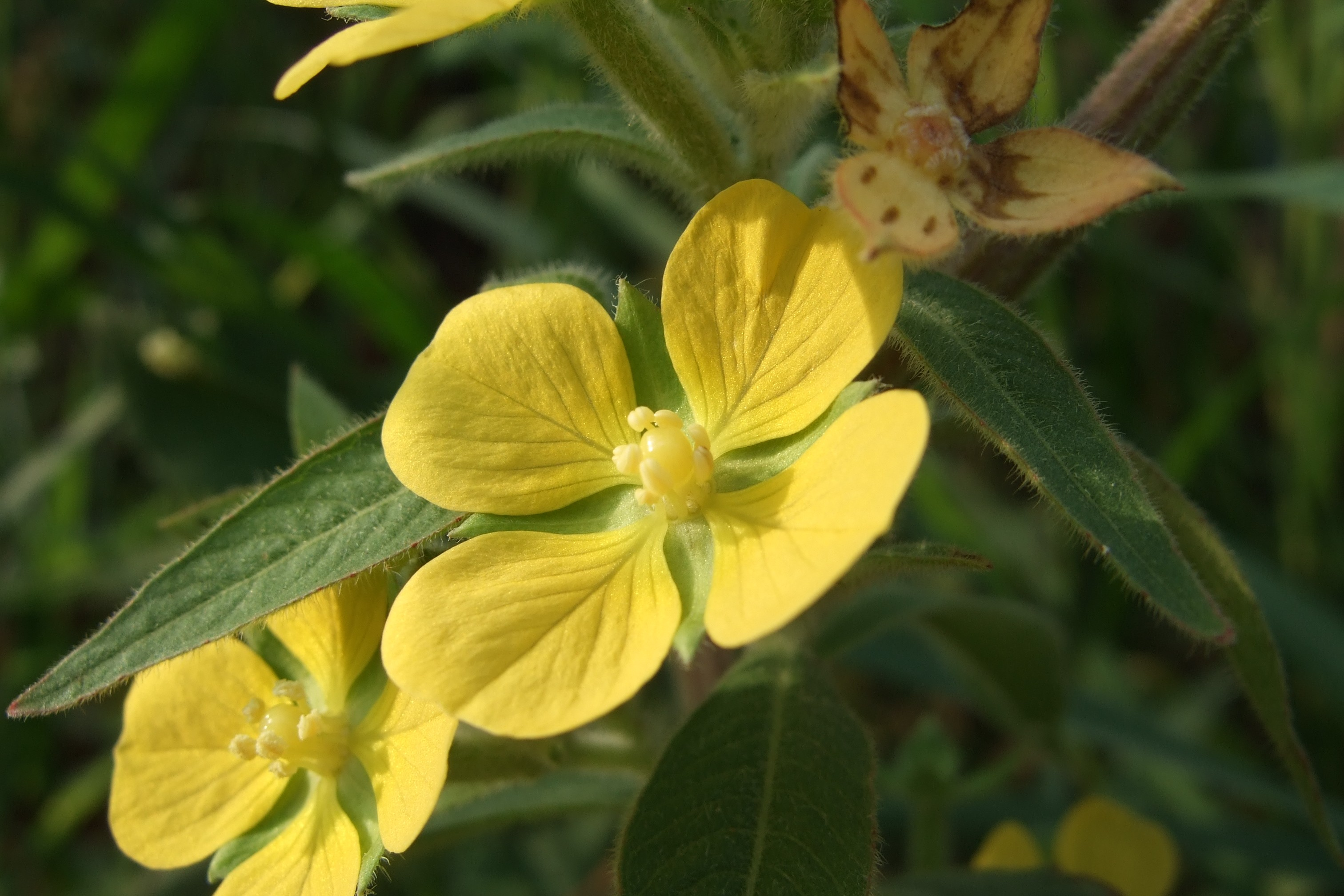
花

多年生草本。水深の浅い水路や湿地、水田といった湿った土地に生え、多様な土壌で生育することが出来る。茎は木質で、茎の太さは約1cm、高さは2mに達する。葉は狭楕円形で、長さ1.3-16.2cmと変化に富む。花期は7-10月ごろ、花弁は黄色、花は葉腋につく。花弁は4枚で、長さ5-12mm。雄しべは8本で、長さ1-4mm、花粉は4粒が1かたまりとなっている。雌しべの長さは1.5-3.5mm、柱頭にはうすい十字の溝がある。蒴果は褐色で、8本の葉脈があり、長さ1.7-4.5cm、直径2-8 mm。種子は植物体1kgあたり5400万粒ほど生産され、発芽実験では28%の種子が14日で発芽したとされる種子は褐色で大きさ0.6-0.75mm。染色体数は2n=32, 48。

## 類似種
花が同属のミズキンバイなどに似るが、花の大きさがミズキンバイより小さく、また茎が木質化することなどで区別できる。

## シノニム
キダチキンバイには多くのシノニムが記載されている。以下にその一部を挙げる。なお日本では、下記リストにある Ludwigia octovalvis subsp. sessiliflora をキダチキンバイとして扱い、基亜種 Ludwigia octovalvis subsp. octovalvis をウスゲキダチキンバイとすることもある。
- Oenothea octovalvis Jacq.
- Jussiaea suffruticosa L.
- Jussiaea pubescens L.
- Jussiaea octovalvis (Jacq.) Sw.
- Jussiaea angustifolia Lam.
- Ludwigia octovalvis subsp. sessiliflora
- Ludwigia pubescens (L.) H. Hara.

## 利害
葉に含まれる成分は、下剤や防虫剤としての効果や、頭痛や胸の痛み、リウマチなどの痛みを軽減する作用があるとされ、薬用植物として用いられることがある。しかし一方で、水田の灌漑用水路などに繁茂した場合、水路をつまらせてしまう雑草として扱われることもある。